# Gorowong
Gorowong is een bestuurslaag in het regentschap Bogor van de provincie West-Java, Indonesië. Gorowong telt 8524 inwoners (volkstelling 2010).